# Otis Davis
Otis Crandall Davis (Tuscaloosa, 12 luglio 1932 – North Bergen, 14 settembre 2024) è stato un velocista statunitense, specializzato nei 400 metri piani e vincitore di due medaglie d'oro olimpiche ai Giochi di Roma 1960.

## Palmarès
| Anno | Manifestazione  | Sede | Evento      | Risultato | Prestazione | Note            |
| ---- | --------------- | ---- | ----------- | --------- | ----------- | --------------- |
| 1960 | Giochi olimpici | Roma | 400 m piani | Oro       | 44"9        | Record mondiale |
| 1960 | Giochi olimpici | Roma | 4×400 m     | Oro       | 3'02"2      | Record mondiale |